# Социальное происхождение офицеров и других чинов французской армии (1750–1815)

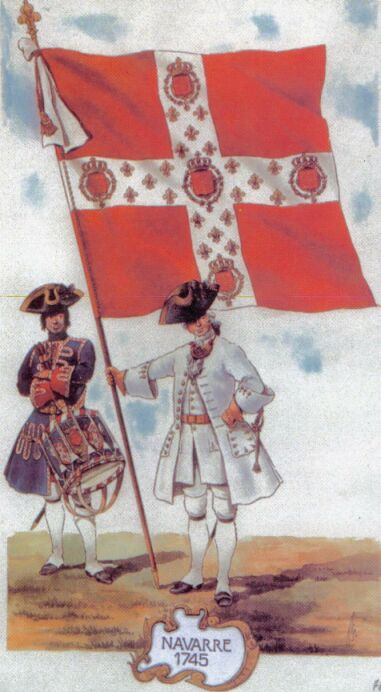
Барабанщик и офицер Наваррского полка (1745 год).

Социальное происхождение офицеров и других чинов французской армии (1750—1815) — карьерные пути и социальное расслоение во французской армии с середины восемнадцатого века до конца наполеоновских войн.
Королевская армия во время Старого режима комплектовалась из добровольцев. Почти 90 % рекрутов были из крестьян и рабочего класса, около 10 % — из мелкой буржуазии. Рядовых обычно повышали непосредственно до звания сержанта, минуя звание капрала. Во время Французской революции треть сержантов происходила из мелкой буржуазии или более высоких классов. Для офицеров существовало три карьерных пути: привилегированный для высшего дворянства, стандартный для среднего и низшего дворянства, а также крупной буржуазии, и ещё один исключительно для офицеров, произведённых из сержантов.
Высшее дворянство быстро достигало высоких чинов, средний возраст производства в полковники составлял 36 лет. Стандартная карьера базировалась на старшинстве и была довольно медленной; средний возраст повышения до капитана составлял 45 лет. Офицеры из сержантов обычно не могли подняться выше лейтенанта или же капитана по бревету, хотя их социальное происхождение значительно отличалось от нижних чинов; более двух третей составляли представители мелкой буржуазии или более высоких классов. Из-за разницы в карьерных возможностях офицерский корпус был социально неоднородным.
Военные реформы после Семилетней войны пытались создать профессиональный офицерский корпус на основе мелкого дворянства. Однако сохранение привилегированной карьеры для высшего дворянства привело к провалу реформ. Поэтому многие офицеры-дворяне встали на сторону буржуазии в борьбе против сословных прерогатив высшего дворянства.
Французская революция изменила всё. Призывная армия сменила добровольную военную службу. Новые правила, благоприятствующие сержантам, а также бегство дворянства создали новый офицерский корпус, который при Наполеоне состоял в подавляющем большинстве из бывших сержантов. Великая армия стала армией под управлением буржуазии, причём более половины офицеров были выходцами из крупной буржуазии, треть — из мелкой буржуазии и шестая часть — из крестьянства. Большинство офицеров из сохранившегося старого дворянства имели более высокие чины, чем офицеры из рабочего класса. Три четверти офицеров были бывшими сержантами, а остальная четверть стали офицерами непосредственно будучи призванными из гражданской жизни.

## Звания

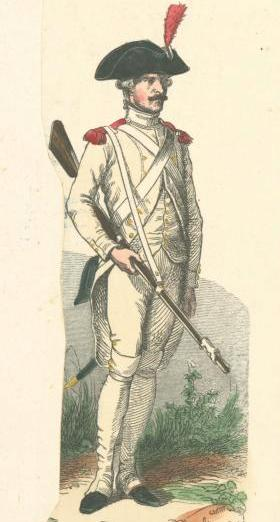
Солдат 1-го линейного Пикардийского полка (1750 год).

Постоянная французская армия раннего Нового времени набирала рядовых и сержантов за счет волонтёров. Трудности с вербовкой внутри страны были решены за счет заграничной вербовки иностранцев — немцев, швейцарцев, ирландцев и других. В течение XVIII в. около 15 % рядового и сержантского состава французской армии относились к иностранным полкам на французской службе. Потери военного времени в основном восполнялись за счёт призывов в ополчение. Таким образом, новобранцы во время войны составляли от 20 % до 50 % призывников, а не добровольцев. Во времена Людовика XIII дворянство поощрялось к службе рядовыми солдатами. Рост французской армии во времена Людовика XIV означал, что большинство дворян служили офицерами. В XVIII в. дворянам официально запрещалось служить рядовыми и сержантами. Почти 90 % рядового состава в том столетии составляло крестьянство и рабочие, а около 10 % — мелкая буржуазия. Представители крупной буржуазии и дворянства встречались и среди унтер-офицеров, но их доля к концу века постепенно уменьшалась. Около трети солдат родились в городах, остальные — в сельской местности.

## Сержанты

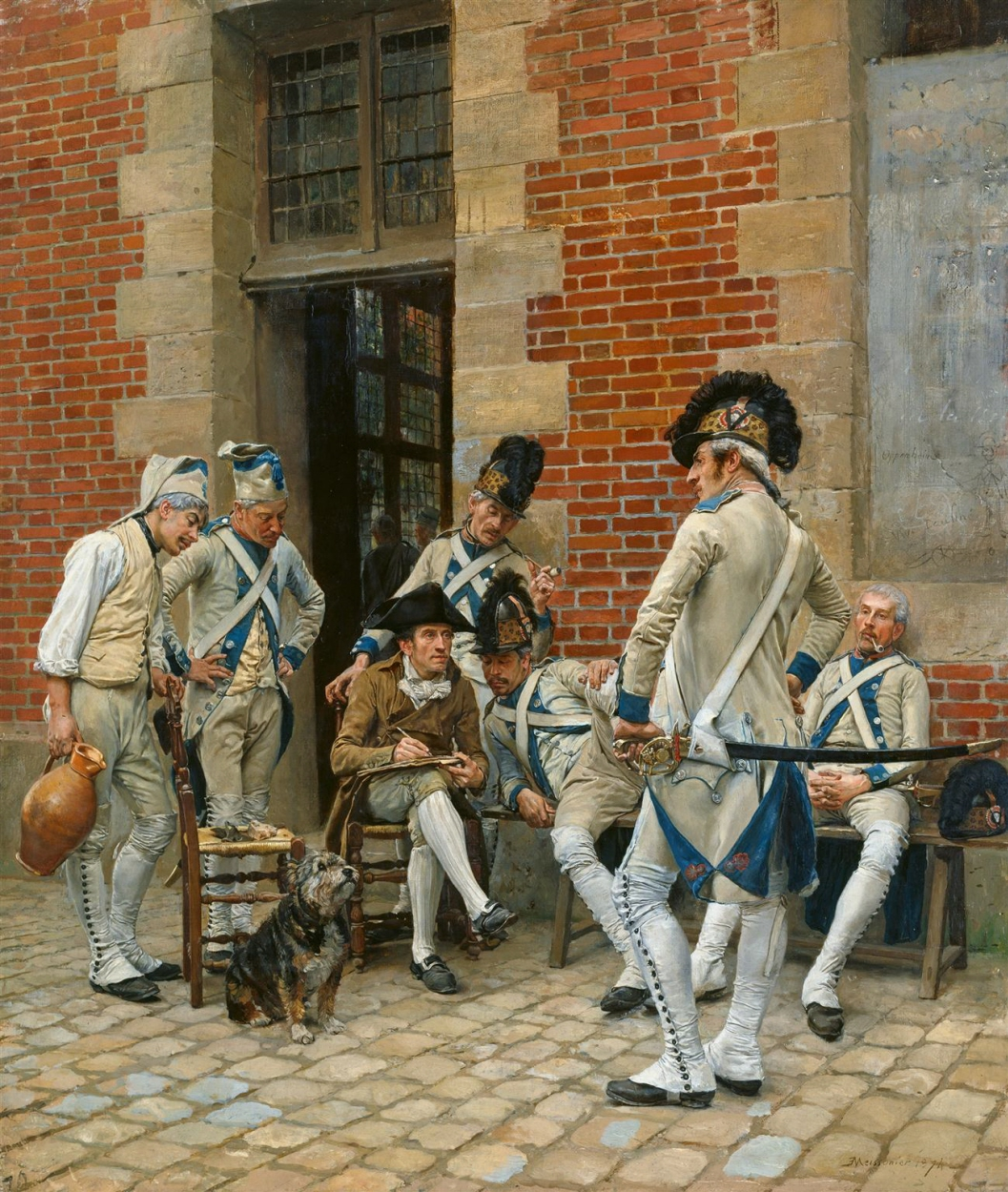
Жан-Луи-Эрнест Мейссонье. Портрет сержанта. Военный изображён в мундире образца 1791 года, многие из этого звания были грамотны и происходили из мещан.

Сержантов отбирал командир роты из числа рядовых и капралов роты и полка. Если внутри роты не находилось подходящих кандидатов, командир роты обычно выбирал для повышения члена гренадерской роты. Рядовых обычно повышали непосредственно до звания сержанта, минуя звание капрала. Таким образом, производство в сержанты происходило в более молодом возрасте, чем производство в капралы. Сержантов отбирали на основе доказанных или ожидаемых командных способностей, а также исходя из грамотности. Хотя большинство сержантов умели читать и писать, около трети капралов были неграмотны. Среди рядовых грамотных было всего 25 %. Поскольку грамотность играла решающую роль в отборе сержантов, среди них обнаруживался определённый социальный срез: в то время как доля мелкой буржуазии и более высоких классов среди всех нижних чинов постепенно уменьшалась в течение века, их доля в унтер-офицерском корпусе увеличилась с 25 % до 33 %.

## Продвижение по службе
В XVIII в. для офицеров французской армии было три пути продвижения по службе: один для высшего дворянства, другой для среднего и низшего дворянства и крупной буржуазии и третий для офицеров, произведённых из сержантов. Основой для этого разделения послужило существование как официально санкционированной системы продажи должностей (venalité), так и нелегальной системы закупок (concordat), работавших подобно своему британскому аналогу. Полковники полков и капитаны рот официально покупали себе постой, так как управление французской армией основывалось на полковой и ротной собственности. Командиры использовали собственные средства для оснащения полка и роты. Компенсация от короны часто приходила с опозданием, особенно во время войны. Командиры использовали ложные сборы и другие закулисные методы, чтобы накопить средства для покрытия расходов. Поэтому возникла купля-продажа чина, чтобы компенсировать старому владельцу его инвестиции в чин. Этот метод был официально признан короной. Кроме того, среди офицеров всех рангов существовала распространенная, но неофициальная и незаконная схема продажи комиссионных преемнику при продвижении по службе или выходе на пенсию.

## Высшее дворянство
Наиболее исключительный и самый быстрый путь продвижения по службе был зарезервирован для высшей знати, nolesse presentée, обладавших доступом к королю и королевскому двору и возможностью занимать самые высокие должности. Они были членами дворянских семей, которые могли доказать своё дворянское происхождение с XIV в., с претензией на франкское происхождение. Свою военную карьеру молодой аристократ начинал кадетом или сверхштатным су-лейтенантом. Через несколько лет отец покупал ему командование ротой; ещё через несколько лет покупался полк. Однако дальнейшее повышение до генеральских чинов основывалось на заслугах, а не по праву рождения.

## Дворянство и буржуазия
Стандартный путь продвижения по службе был открыт как для среднего и мелкого дворянства, так и для высшей буржуазии. Среднее дворянство, noblesse non-presentée, имело право присутствовать при дворе, но не занимать высоких должностей, а мелкое дворянство, annoblis, не имело права ни занимать высокие должности, ни присутствовать при дворе. Офицеры буржуазного происхождения составляли решительное меньшинство, к Французской революции их было около 10 % офицерского корпуса. Это продвижение по службе началось с назначения на самый низкий офицерский чин, а затем постепенного повышения по старшинству до капитана. На каждом шагу происходила незаконная смена денег. Капитанская команда требовала более значительных и официально утвержденных денежных затрат. Повышение от капитана происходило непосредственно до подполковника по выслуге лет, а из этого звания можно было сразу получить звание бригадира по заслугам, а оттуда до генерал-офицеров также по заслугам. Те, у кого не было средств для покупки команды роты, могли стать капитанами гренадеров, а это место недоступно для продажи.

## Рядовые

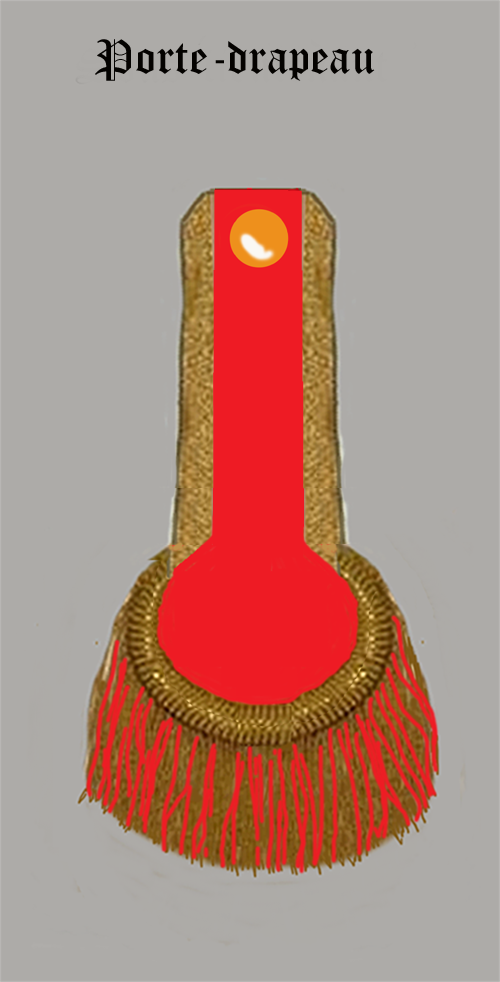
Знаки различия порт-драпе 1786 г. Звание зарезервировано для повышенных сержантов.

Третий путь продвижения был зарезервирован для сержантов, получивших повышение, чаще всего сержантов гренадеров. Эти рядовые, или офицеры состояния, обычно были унтер-офицерами с очень длительным сроком службы под знаменами, 20 лет и более. Некоторые офицерские помещения были зарезервированы для рядовых. В каждом полку было по два рядовых в качестве порт-драпо, знаменосцев в звании подпоручика. Рядовыми были также два подпоручика и два поручика гренадеров, а также полковой квартирмейстер. Обычно рядовой не мог подняться выше основного лейтенанта и капитана по бревету. В исключительных случаях они могли командовать ротой, а затем получить звание майора и подполковника. Рядовые могли стать и адъютантами, полковыми адъютантами, пока этот чин не был упразднен в 1776 г. Из адъютанта можно было произвести в майоры. Нехватка денег и преклонный возраст мешали продвижению многих рядовых. Офицеры состояния позаботились о повседневных делах, которые многие их собратья-офицеры из знати находили менее привлекательными. Несмотря на это, они первыми были переведены на половинную зарплату, когда были введены сокращения мирного времени. Даже если некоторые из них сохранили свой псевдоним, все они стремились соблюдать офицерское поведение..

## Социальная неоднорождность
Три разных пути продвижения по службе привели к отсутствию социальной однородности в офицерском корпусе французской армии. Из 9600 офицеров полевого и ротного звания в 1789 г. 6650 были дворянами, 1850 простолюдинов из высшей буржуазии и 1100 рядовых. Среди дворян пропасть отделяла высшее дворянство от мелкого. Быстрое продвижение по службе высшей знати заставило современные источники ссылаться на полковников а-ля баветт (полковники с нагрудниками), указывая на очевидный антагонизм между ними и старшими опытными офицерами в стандартном продвижении по службе, которые служили под началом более молодых и менее опытных командиров. Средний возраст повышения до полковника составлял 36 лет, а для капитанов рот — 45 лет. В армии говорили, что рождаются либо полковником, либо капитаном. Социальный фон рядовых значительно отличался от рядового. Исследование показывает, что из мелкой буржуазии выходило 48 %, из высшей буржуазии — 18 %, из дворянства — 11 %. Многие семьи мелкого дворянства не могли позволить себе содержать сына в течение одного-двух лет без жалованья, в течение которых он должен был служить сверхштатным подпоручиком или плохо оплачиваемым юнкером, и ему приходилось искать счастья в рядах. Были и семьи простолюдинов, имевшие традицию службы унтер-офицерами, и некоторым из них удалось достичь офицерского звания.

## Провал реформ
Поражение Франции в Семилетней войне привело к обширным военным реформам. Многие из введенных тогда тактических и технических усовершенствований заложили основу для побед французов во время революционных и наполеоновских войн. И высшее дворянство, и высшая буржуазия были мишенями, когда прогрессивные военные министры пытались создать профессиональный офицерский корпус, построенный на мелком дворянстве. Указ Сегюра, требующий четырёхквартирного дворянства в качестве условия для назначения офицеров, был не результатом аристократической реакции, а частью попытки профессионализировать офицерский корпус путем создания военных училищ для бедных дворянских сыновей. Централизация системы продвижения по службе, постепенная отмена продажности и исключение богатых буржуазных выскочек. Тем не менее, усилия по профессионализации не увенчались успехом, поскольку привилегированный путь продвижения по службе высшей знати остался на месте, что привело к разрушительной трещине во французской знати. Многие офицеры из мелкой знати стали соглашаться с гражданской буржуазией, которая считала себя жертвами дискриминационных прерогатив..

## Французская революция и Империя

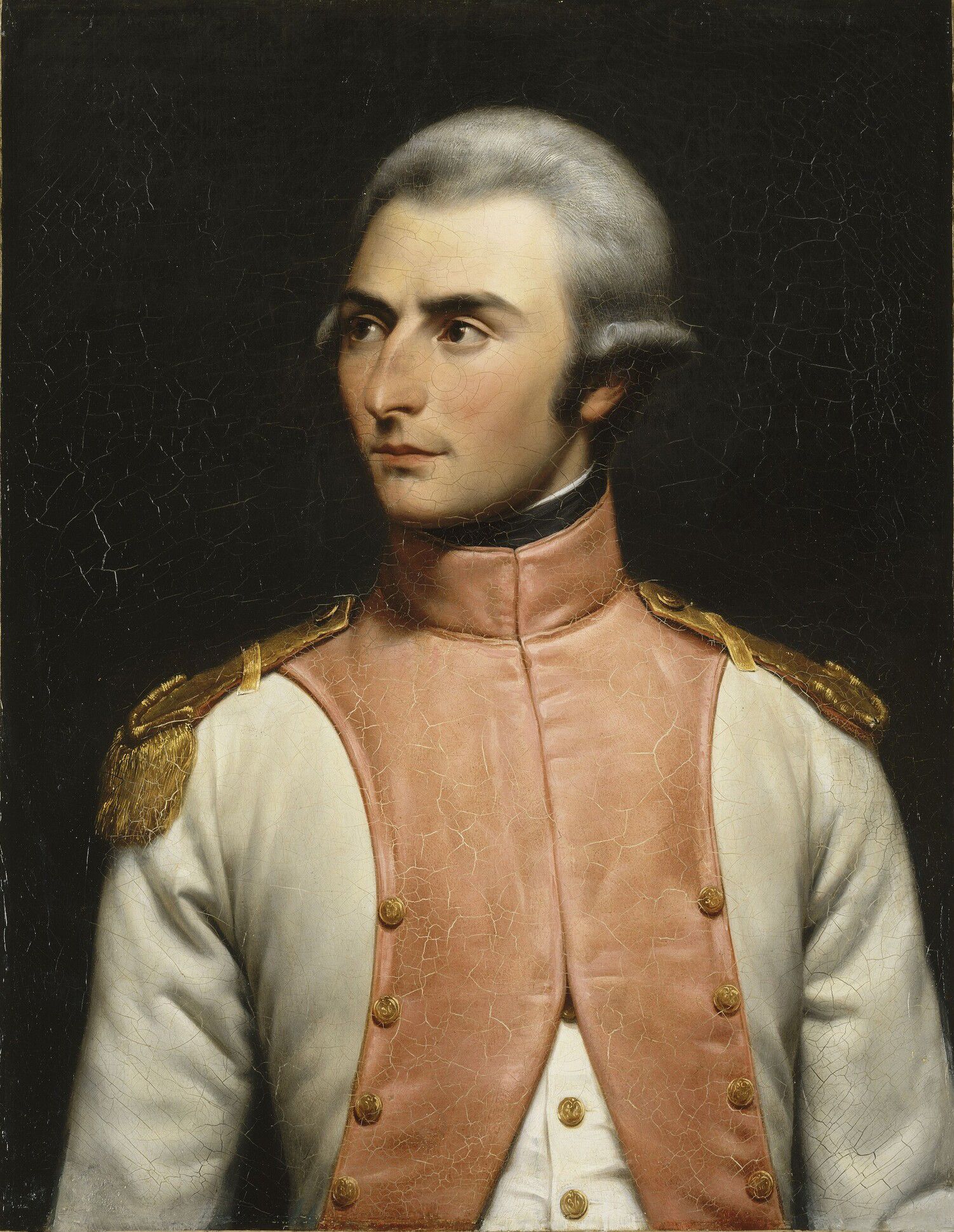
Жан Батист Бернадот. После 10 лет службы сержантом в королевской армии, в революционной армии он стал генералом, в имперской — маршалом.

Французская революция изменила все. Воинская повинность заменила призыв на военную службу. Право занимать должности независимо от рождения или происхождения было закреплено законом. Термин для унтер-офицера был изменён с бас-офицера на су-офицер, что считалось унизительным. Правила в пользу сержантов, а также бегство дворянства создали офицерский корпус, который при Наполеоне состоял из 75 % бывших сержантов. За два года доля дворянства в офицерском корпусе уменьшилась с 80 % до 5 %. Однако большое количество сержантов, ставших офицерами, истощило военную компетентность унтер-офицерского корпуса.
В результате слияния регулярной армии и недавно сформированных добровольческих полков в 1793 году была создана система продвижения по службе, основанная как на старшинстве, так и на выборах войск. Во времена Наполеона командиром полка назначались капралы и сержанты. Половина ротных офицеров продвигалась по службе путем отбора командиром, а другая половина — путем избрания войск, хотя командир имел большое влияние при выборе кандидатов для повышения. Полевые офицеры продвигались по службе как по старшинству, так и по отбору, генералы — только по отбору. Выборы в офицеры постепенно исчезли, но в отдельных случаях имели место лишь в 1812 г. В 1805 г. четыре года в более низком чине были установлены как минимальный срок до дальнейшего продвижения по службе, но это было правилом, которое не соблюдалось. потом. В 1811 году было оговорено, что для получения звания капрала требовалось 2 года службы, чтобы стать сержантом — 4 года, а для того, чтобы стать подпоручиком — 8 лет. Великая армия была армией, возглавляемой буржуазией; более половины офицеров были выходцами из высшей буржуазии, треть — из мелкой буржуазии и шестая — из крестьянства. Численность офицеров из старого дворянства превышала численность из рабочего класса. Три четверти были бывшими сержантами, а одна четверть была назначена непосредственно из гражданской жизни..